# Matsuichi Yamada
Matsuichi Yamada (山田 松市 Yamada Matsuichi?), född 21 februari 1961 i Shizuoka prefektur, är en japansk före detta fotbollsspelare och tränare.
Yamada började sin karriär 1983 i Honda FC. Han avslutade karriären 1990.
Yamada har efter den aktiva karriären verkat som tränare och har tränat J2 League-klubbar, Shonan Bellmare.